# Battle of the Nations
Battle of the Nations, BotN, är en internationell kamptävling som första gången hölls 2010 i Chotynborgen i Ukraina. Tävlingen har sedan dess hållits i olika städer i Europa. Battle of the Nations anses som ett världsmästerskap i sporten "medieval armored combat". Det är en fullkontaktsport där tävlingsdeltagarna använder sig av utrustning som består av riddarrustning och vapen av olika sorter.  Utrustningen är stiliserad på medeltida. Sporten har en standardiserad regeluppsättning och handlar inte om arrangerat historiskt återskapande. Landslag tävlar mot varandra i flera internationella turneringar som alla innebär fullkontakt. Hittills har 33 olika länder deltagit i BotN-turneringarna.

## Översikt över BotN
Landslag från flera länder tävlar mot varandra i Battle of the Nations. Reglerna stadgar att ett landslag ska bestå av mellan 8 och 50 deltagare. Varje representant för varje "historical medieval battles"-klubb (HMB-klubb) samt varje individuell kämpare, så länge han eller hon har gått igenom en urvalsprocess som gäller i landet, kan bli en medlem i ett landslag.
Kvalturneringar hålls i enlighet med internationella regler för historical medieval battles. Landslag organiserar kvalturneringar för att utse de bästa HMB-kämparna i ett land. De internationella reglerna har etablerats specifikt för Battle of the Nations. Tidigare har olika länder haft sina egna HMB-regler.
Det första tornerspelet hölls i Chotinborgen i Ukraina 2010. De tävlande föreställer rustade kämpare från perioden mellan 1200- och 1500-talen. När det kommer till heraldik återspeglar den däremot de moderna lagen kämparna representerar, inte de historiskt korrekta framställningar som medeltida riddare kunde bära på sig. Olika former av kamp äger rum inklusive individuella dueller och gruppslag (5 mot 5, 12 mot 12, 30 mot 30 och så vidare). Fler än 200 utrustade kämpare brukar delta i varje event. 
Årligen samlar turneringen ungefär 25 000 åskådare.

## Värdstäderna listade enligt år
- 2010 Chotinborgen, Chotin, Ukraina[6]

- 2011 Chotinborgen, Chotin, Ukraina[7]

- 2012 Warszawa, Polen[8]
- 2013 Aigues-Mortes, Gard, Frankrike[9]
- 2014 Trogir, Kroatien[10]
- 2015 Petřín, Prag, Tjeckien[11]
- 2016 Petřín, Prag, Tjeckien [12]
- 2017 La Monumental, Barcelona, Spanien[13]
- 2018 Santa Severa, Rom, Italien [14]
- 2019 Smederovo fästning, Smederovo, Serbien[15]

## Befintliga kategorier
Duell med svärd och sköld ("Duel Sword and Shield") – de tävlande kämpar en mot en. De är utrustade med svärd och sköldar. Kampen varar i 90 sekunder och kan förlängas med 30 sekunder vid oavgjort. De tävlande får poäng för att slå sina motståndare med svärdets skarpa kant. Den som samlar flest poäng vinner duellen. De duellister som vunnit, tagit andraplats eller tredjeplats i denna kategori får möjlighet att delta i triathlonduellen.
Duell med svärd och bucklare ("Duel Sword and Buckler") – de tävlande kämpar en mot en. De är utrustade med svärd och bucklare (en liten sköld, upp till 35 cm i diametern). Kampen varar i upp till 30 sekunder eller 5 poäng. Den duellist som vinner två ronder vinner slaget. De duellister som vunnit, tagit andraplats eller tredjeplats i denna kategori får möjlighet att delta i triathlonduellen.
Duell med långsvärd ("Duel Longsword") – de tävlande kämpar en mot en. De är utrustade med långsvärd. Ronden varar i 90 sekunder och kan förlängas med 30 sekunder om kampen blir oavgjord. Den tävlande som samlar flest poäng vinner duellen. De duellister som vunnit, tagit andraplats eller tredjeplats i denna kategori får möjlighet att delta i triathlonduellen.
Duell med långyxa ("Duel Poleaxe") – de tävlande kämpar en mot en. De är utrustade med långyxa, hillebard, stridsyxa eller liknande skaftvapen. Ronden varar i 90 sekunder och kan förlängas med 30 sekunder om kampen blir oavgjord. De tävlande får poäng för att slå sina motståndare med vapnets skarpa kant. Den som samlar flest poäng vinner duellen.
Triathlonduell (”Triathlon Duel") – de tävlande kämpar en mot en. I denna kategori kämpar duellisterna i tre ronder. I varje rond använder de olika vapen. Den första ronden varar 1 minut 30 sekunder, då långsvärd används. I den andra ronden använder de tävlande svärd och bucklare. Ronden varar i tre omgångar till 3 träffar var. Den sista ronden varar i 1 minut 30 sekunder. De tävlande använder svärd och sköldar. Duellisterna får poäng för att slå sina motståndare med vapnets skarpa kant. Sedan 2017 är kategorin triathlonduell avsedd endast för medaljörerna i de duellkategorier som ingår i triathlonduellen (duell med svärd och sköld, duell med svärd och bucklare och duell med långsvärd).
Professionell kamp ("Professional fight") – de tävlande kämpar en mot en. Kategorin består av 3 ronder på 3 minuter var. Duellisterna använder förvalda vapen och får poäng för att slå sina motståndare med vapnets skarpa kant.
Fem mot fem (”Five vs five”) – gruppstrid fem mot fem är den aktivaste formen av buhurt. Ett lag består av upp till 8 kämpare (5 kämpar, 3 utgör reserver). Den tävlande som faller (använder en tredje stödpunkt) blir utesluten. Det finns upp till 3 omgångar (det lag som vinner två gånger vinner hela kampen).
Tolv mot tolv (”Twelve vs twelve”) – masstrid tolv mot tolv där upp till tolv representanter för ett landslag kämpar samtidigt på slagfältet. Det finns upp till 9 kämpar i reserv. En tävlande som faller blir utesluten. Striden fortsätter tills kämparna av bara ett lag står kvar. De vinner hela kampen.
Trettio mot trettio (”Thirty vs thirty”) – masstrid där upp till trettio representanter för ett landslag kämpar samtidigt på slagfältet. En tävlande som faller blir utesluten. Striden fortsätter tills kämparna ur bara ett lag står kvar. De vinner hela kampen. I denna kategori är det tillåtet att skapa allianser mellan landslag för att bilda ett gemensamt lag.
Alla mot alla (”All vs all”) – är de största slagen. Alla kämparna (inklusive de som inte är med i landslagen) från de tävlande länderna är inkluderade på startlistorna. De tävlande delas upp i två lika stora grupper, men på det sättet att representanter för ett land tilldelas bara till en grupp. En tävlande som faller blir utesluten. Eftersom det är omöjligt att bara kreditera ett landslag för vinsten i kampen tilldelas inga poäng.

## Sverige i Battle of the Nations
Sverige har representerats på Battle of the Nations sedan 2018 när ett svenskt landslag ställde upp första gången. Landslaget bestod av 7 män och en kvinna. Den första lagkaptenen var Jonas Balkefors (2018) som ersattes av Robin Lundström nästa år (2019). Hittills har det svenska landslaget tagit hem en medalj för Sigrid Karlssons tredjeplats i kategorin duell med långsvärd.